# Schietsport op de Olympische Zomerspelen 1920

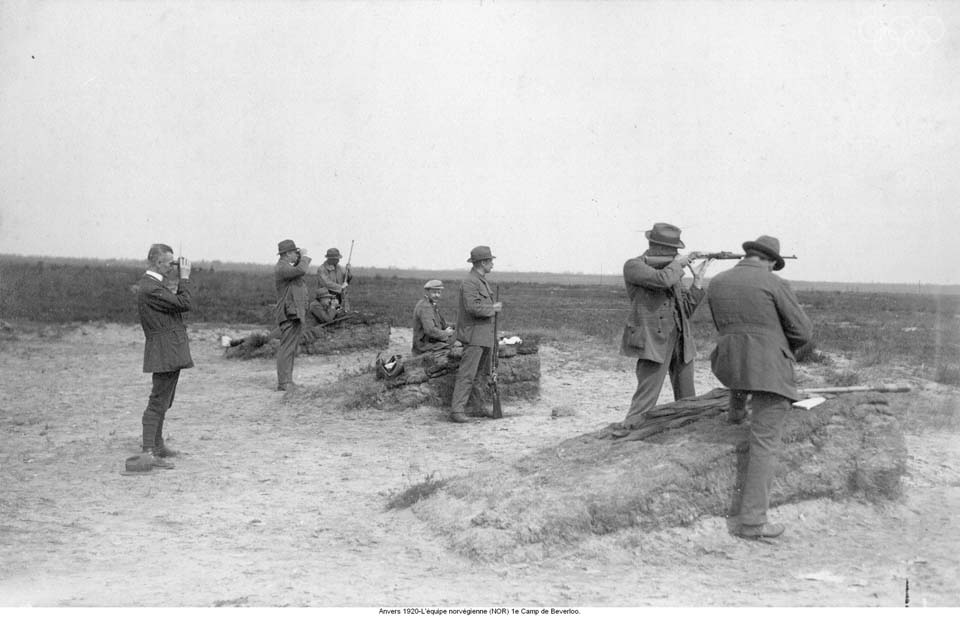
Noors schutterteam in actie op de Olympische Zomerspelen 1920

De schietsport is een van de sporten die beoefend werden tijdens de Olympische Zomerspelen 1920 in Antwerpen.

## Mannen

### Militair geweer 300 m drie houdingen individueel
| rang   | sporter            | land | score |
| ------ | ------------------ | ---- | ----- |
| Goud   | Morris Fisher      | USA  | 996   |
| Zilver | Niels Larsen       | DEN  | 989   |
| Brons  | Østen Østensen     | NOR  | 980   |
| 4      | Carl Osburn        | USA  | 980   |
| 5      | Gudbrand Skatteboe | NOR  | 975   |
| 5      | Lloyd Spooner      | USA  | 975   |
| 7      | Mauritz Eriksson   | SWE  | 974   |
| 7      | Voitto Kolho       | FIN  | 974   |

### Militair geweer 300 m drie houdingen team
| rang   | sporters                                                                                 | land | score               | team score |
| ------ | ---------------------------------------------------------------------------------------- | ---- | ------------------- | ---------- |
| Goud   | Morris Fisher Carl Osburn Lloyd Spooner Willis Lee Dennis Fenton                         | USA  | 996 980 975 965 960 | 4876       |
| Zilver | Østen Østensen Gudbrand Skatteboe Albert Helgerud Olaf Sletten Otto Olsen                | NOR  | 980 975 955 930 908 | 4748       |
| Brons  | Fritz Kuchen Gustave Amoudruz Werner Schneeberger Ulrich Fahrner Bernhard Siegenthaler   | SUI  | 961 959 947 925 906 | 4698       |
| 4      | Voitto Kolho Vilho Vauhkonen Kalle Lappalainen Veli Nieminen Magnus Wegelius             | FIN  | 974 966 945 934 849 | 4668       |
| 5      | Niels Larsen Lars Madsen Peter Petersen Niels Laursen Anton Andersen                     | DEN  | 989 951 923 903 878 | 4644       |
| 6      | Mauritz Eriksson Carl Johansson Erik Blomqvist Viktor Knutsson Leon Lagerlöf             | SWE  | 974 961 924 896 836 | 4591       |
| 7      | Achille Paroche Georges Roes André Parmentier Paul Colas Albert Regnier                  | FRA  | 929 909 905 893 850 | 4486       |
| 8      | Gerard van den Bergh Antonius Bouwens Pieter Brussaard Herman Bouwens Cornelis van Dalen | NED  | 939 909 866 841 828 | 4383       |

### Militair geweer 300 m staand individueel
| rang   | sporter            | land | score |
| ------ | ------------------ | ---- | ----- |
| Goud   | Carl Osburn        | USA  | 56    |
| Zilver | Lars Madsen        | DEN  | 55    |
| Brons  | Lawrence Nuesslein | USA  | 54    |
| 4      | Erik Sætter-Lassen | DEN  | 54    |
| 5      | Joseph Janssens    | BEL  | 54    |
| 6      | Riccardo Ticchi    | ITA  | 54    |
| 7      | Anders Nielsen     | DEN  | 53    |
| 7      | Anders Petersen    | DEN  | 53    |
| 7      | Lloyd Spooner      | USA  | 53    |

### Militair geweer 300 m staand team
| rang   | sporters                                                                        | land | score          | team score |
| ------ | ------------------------------------------------------------------------------- | ---- | -------------- | ---------- |
| Goud   | Lars Madsen Erik Sætter-Lassen Niels Larsen Anders Petersen Anders Nielsen      | DEN  | 55 54 53 51    | 266        |
| Zilver | Lawrence Nuesslein Carl Osburn Lloyd Spooner Willis Lee Thomas Brown            | USA  | 56 53 50 48 48 | 255        |
| Brons  | Olle Ericsson Mauritz Eriksson Walfried Hellman Carl Johansson Leon Lagerlöf    | SWE  | 54 53 52 49 47 | 255        |
| 4      | Riccardo Ticchi Camillo Isnardi Luigi Favretti Giancarlo Boriani Sem De Ranieri | ITA  |                | 281        |
| 5      | Léon Johnson Achille Paroche Emile Rumeau André Parmentier Georges Roes         | FRA  |                | 281        |
| 6      | Østen Østensen Otto Olsen Olaf Sletten Albert Helgerud Gudbrand Skatteboe       | NOR  |                | 280        |
| 7      | Kalle Lappalainen Vilho Vauhkonen Magnus Wegelius Voitto Kolho Nestor Toivonen  | FIN  |                | 278        |
| 8      | Fritz Kuchen Albert Tröndle Arnold Rösli Walter Lienhard Casper Widmer          | SUI  |                | 276        |

### Militair geweer 300 m liggend individueel
| rang   | sporter          | land | score |
| ------ | ---------------- | ---- | ----- |
| Goud   | Otto Olsen       | NOR  | 60    |
| Zilver | Léon Johnson     | FRA  | 59    |
| Brons  | Fritz Kuchen     | SUI  | 59    |
| 4      | Vilho Vauhkonen  | FIN  | 59    |
| 5      | Achille Paroche  | FRA  | 59    |
| 6      | Erik Blomqvist   | SWE  | 58    |
| 6      | Mauritz Eriksson | SWE  | 58    |
| 6      | Albert Helgerud  | NOR  | 58    |
| 6      | Carl Johansson   | SWE  | 58    |
| 6      | Olaf Sletten     | NOR  | 58    |
| 6      | Lloyd Spooner    | USA  | 58    |

### Militair geweer 300 m liggend team
| rang   | sporters | land | score    | team score |
| ------ | --- | ---- | -------- | ---------- |
| Goud   | Carl Osburn Lloyd Spooner Morris Fisher Willis Lee Joseph Jackson                                              | USA  | 59 57 55 | 289        |
| Zilver | Léon Johnson Emile Rumeau Achille Paroche André Parmentier Georges Roes                                        | FRA  |          | 283        |
| Brons  | Vilho Vauhkonen Magnus Wegelius Veli Nieminen Kalle Lappalainen Voitto Kolho                                   | FIN  | 59 57 51 | 281        |
| 4      | Fritz Kuchen Albert Tröndle Arnold Rösli Walter Lienhard Casper Widmer                                         | SUI  |          | 281        |
| 5      | Carl Johansson Mauritz Eriksson Erik Blomqvist Thure Holmberg Verner Jernström                                 | SWE  |          | 281        |
| 6      | Østen Østensen Otto Olsen Olaf Sletten Albert Helgerud Jakob Onsrud                                            | NOR  |          | 280        |
| 7      | José Bento López Antonio Bonilla Sanmartín Domingo Rodríguez Somoza Luis Calvet Sandoz Antonio Moreira Montero | ESP  |          | 278        |
| 8      | Robert Bodley George Lisham David Smith Mark Paxton Fred Morgan                                                | RSA  |          | 276        |

### Militair geweer 600 m liggend individueel
| rang   | sporter             | land | score |
| ------ | ------------------- | ---- | ----- |
| Goud   | Carl Johansson      | SWE  | 59    |
| Zilver | Mauritz Eriksson    | SWE  | 59    |
| Brons  | Lloyd Spooner       | USA  | 59    |
| 4      | Ioannis Theofilakis | GRE  | 59    |
| 5      | Erik Blomqvist      | SWE  | 58    |
| 5      | Joseph Jackson      | USA  | 58    |
| 5      | Olaf Sletten        | NOR  | 58    |
| 8      | Povl Gerlow         | DEN  | 57    |
| 8      | Joseph Lawless      | USA  | 57    |
| 8      | Per Erik Ohlsson    | SWE  | 57    |

### Militair geweer 600 m liggend team
| rang   | sporters                                                                                             | land | score       | team score |
| ------ | --- | ---- | ----------- | ---------- |
| Goud   | Dennis Fenton Willis Lee Gunnery Schriver Lloyd Spooner Joseph Jackson                               | USA  | 60 58 57 55 | 287        |
| Zilver | Robert Bodley Ferdinand Buchanan George Harvey Fred Morgan David Smith                               | RSA  | 59 58 54    | 287        |
| Brons  | Mauritz Eriksson Carl Johansson Erik Blomqvist Per Erik Ohlsson Gustaf Adolf Jonsson                 | SWE  | 59 58 57 54 | 287        |
| 4      | Otto Olsen Østen Østensen Albert Helgerud Olaf Sletten Jakob Onsrud                                  | NOR  |             | 282        |
| 5      | Léon Johnson Achille Paroche Emile Rumeau André Parmentier Georges Roes                              | FRA  |             | 280        |
| 6      | Fritz Kuchen Albert Tröndle Arnold Rösli Walter Lienhard Casper Widmer                               | SUI  |             | 279        |
| 7      | Andreas Vichos Ioannis Theofilakis Alexandros Theofilakis Konstantinos Kefalas Emmanuel Peristerakis | GRE  |             | 270        |
| 8      | Veli Nieminen Voitto Kolho Vilho Vauhkonen Magnus Wegelius Kalle Lappalainen                         | FIN  |             | 268        |

### Militair geweer 300 en 600 m liggend team
| rang   | sporters                                                                                                 | land | score               | team score |
| ------ | --- | ---- | ------------------- | ---------- |
| Goud   | Joseph Jackson Willis Lee Gunnery Schriver Lloyd Spooner Carl Osburn                                     | USA  | 116 115 113 113     | 573        |
| Zilver | Otto Olsen Østen Østensen Olaf Sletten Albert Helgerud Jakob Onsrud                                      | NOR  | 117 116 114 111 107 | 565        |
| Brons  | Werner Schneeberger Joseph Jehle Weibel Fritz Kuchen Eugene Addor                                        | SUI  | 116 114 111 108     | 563        |
| 4      | Léon Johnson Achille Paroche Emile Rumeau André Parmentier Georges Roes                                  | FRA  |                     | 563        |
| 5      | David Smith Robert Bodley Ferdinand Buchanan George Harvey Fred Morgan                                   | RSA  |                     | 560        |
| 6      | Erik Blomqvist Carl Johansson Gustaf Adolf Jonsson Mauritz Eriksson Bror Andreasson                      | SWE  |                     | 558        |
| 7      | Alexandros Theofilakis Ioannis Theofilakis Konstantinos Kefalas Vasilios Xylinakis Emmanuel Peristerakis | GRE  |                     | 553        |
| 8      | Rudolf Jelen Josef Sucharda Václav Kindl Josef Linert Antonín Brych                                      | TCH  |                     | 536        |

### Kleinkalibergeweer 50 m individueel
| rang   | sporter            | land | score |
| ------ | ------------------ | ---- | ----- |
| Goud   | Lawrence Nuesslein | USA  | 391   |
| Zilver | Arthur Rothrock    | USA  | 386   |
| Brons  | Dennis Fenton      | USA  | 385   |
| 4      | Sigvard Hultcrantz | SWE  | 382   |
| 5      | Per Erik Ohlsson   | SWE  | 381   |
| 6      | Anton Olsen        | NOR  | 379   |
| 7      | Lars Madsen        | DEN  | 378   |
| 7      | Erik Sætter-Lassen | DEN  | 378   |

### Kleinkalibergeweer 50 m team
| rang   | sporters                                                                           | land | score               | team score |
| ------ | ---------------------------------------------------------------------------------- | ---- | ------------------- | ---------- |
| Goud   | Lawrence Nuesslein Arthur Rothrock Dennis Fenton Willis Lee Gunnery Schriver       | USA  | 391 386 385 370 367 | 1899       |
| Zilver | Sigvard Hultcrantz Per Erik Ohlsson Leon Lagerlöf Olle Ericsson Ragnar Stare       | SWE  | 382 381 375 370 365 | 1873       |
| Brons  | Anton Olsen Albert Helgerud Sigvart Johansen Olaf Sletten Østen Østensen           | NOR  | 379 375 373 371 368 | 1866       |
| 4      | Lars Madsen Erik Sætter-Lassen Anders Nielsen Otto Wegener Christen Møller         | DEN  | 378 374 373 359     | 1862       |
| 5      | Léon Johnson Achille Paroche Emile Rumeau André Parmentier Georges Roes            | FRA  |                     | 1847       |
| 6      | Paul Van Asbroeck Norbert van Molle Philippe Cammaerts Victor Robert Louis Andrieu | BEL  |                     | 1785       |
| 7      | Alfredo Galli Raffaele Frasca Pier-Francesco Campus Franco Micheli Riccardo Ticchi | ITA  |                     | 1777       |
| 8      | George Lisham Fred Morgan George Harvey Robert Bodley Mark Paxton                  | RSA  |                     | 1755       |

### Pistool 50 m individueel
| rang   | sporter                  | land | score |
| ------ | ------------------------ | ---- | ----- |
| Goud   | Carl Frederick           | USA  | 496   |
| Zilver | Afrânio da Costa         | BRA  | 489   |
| Brons  | Alfred Lane              | USA  | 481   |
| 4      | Laurits Larsen           | DEN  | 475   |
| 5      | Niels Larsen             | DEN  | 470   |
| 6      | Anders Wilhelm Andersson | SWE  | 467   |
| 7      | Paul Van Asbroeck        | BEL  | 466   |
| 8      | Iason Sappas             | GRE  | 464   |

### Pistool 50 m team
| rang   | sporters                                                                                               | land | score               | team score |
| ------ | --- | ---- | ------------------- | ---------- |
| Goud   | Carl Frederick Alfred Lane James Snook Michael Kelly Raymond Bracken                                   | USA  | 496 481 471 468 456 | 2372       |
| Zilver | Anders Andersson Casimir Reuterskiöld Gunnar Gabrielsson Sigvard Hultcrantz Anders Johnsson            | SWE  | 467 464 460 450 448 | 2289       |
| Brons  | Afrânio da Costa Guilherme Paraense Sebastião Wolf Dario Barbosa Fernando Soledade                     | BRA  | 489 456 454 441 424 | 2264       |
| 4      | Iason Sappas Ioannis Theofilakis Alexandros Theofilakis Georgios Moraitinis Alexandros Vrasivanopoulos | GRE  |                     | 2240       |
| 5      | Paul Van Asbroeck Conrad Adriaenssens Arthur Balbaert Joseph Haesaerts François Heyens                 | BEL  |                     | 2229       |
| 6      | Joseph Pecchia Jules Maujean Léon Johnson Emile Boitout André Regaud                                   | FRA  |                     | 2225       |
| 7      | Riccardo Ticchi Alfredo Galli Roberto Preda Giancarlo Boriani Raffaele Frasca                          | ITA  |                     | 2224       |
| 8      | Niels Larsen Lars Madsen Otto Plantener Carl Pedersen Jens Andersen                                    | DEN  |                     | 2159       |

### Duelpistool 30 m individueel
| rang   | sporter             | land | score |
| ------ | ------------------- | ---- | ----- |
| Goud   | Guilherme Paraense  | BRA  | 274   |
| Zilver | Raymond Bracken     | USA  | 272   |
| Brons  | Fritz Zulauf        | SUI  | 269   |
| 4-8    | details niet bekend |      |       |

### Duelpistool 30 m team
| rang   | sporters | land | score               | team score |
| ------ | --- | ---- | ------------------- | ---------- |
| Goud   | Louis Harant Alfred Lane Carl Frederick James Snook Michael Kelly                                              | USA  | 268 263 262 261 256 | 1310       |
| Zilver | Alexandros Vrasivanopoulos Georgios Moraitinis Iason Sappas Alexandros Theofilakis Ioannis Theofilakis         | GRE  | 264 258 254 251     | 1285       |
| Brons  | Fritz Zulauf Joseph Jehle Gustave Amoudruz Hans Egli Domenico Giambonini                                       | SUI  | 269 262 257 242 240 | 1270       |
| 4      | Guilherme Paraense Afrânio da Costa Sebastião Wolf Dario Barbosa Fernando Soledade                             | BRA  |                     | 1261       |
| 5      | Joseph Pecchia Jules Maujean Léon Johnson Emile Boitout André Regaud                                           | FRA  |                     | 1239       |
| 6      | José Bento López Luis Calvet Sandoz Antonio Bonilla Sanmartín Antonio Vázquez de Aldana José María Miró Trepat | ESP  |                     | 1224       |
| 7      | Paul Van Asbroeck Norbert van Molle Philippe Cammaerts Robert Andrieux Joseph Bastin Léon de Coster            | BEL  |                     | 1221       |
| 8      | Hermínio Rebelo António dos Santos António Damião António da Silva Martins Dário Cannas                        | POR  |                     | 1184       |

### Enkel shot op lopend hert, individueel
| rang   | sporter            | land | score |
| ------ | ------------------ | ---- | ----- |
| Goud   | Otto Olsen         | NOR  | 43    |
| Zilver | Alfred Swahn       | SWE  | 41    |
| Brons  | Harald Natvig      | NOR  | 41    |
| 4      | Yrjö Kolho         | FIN  | 40    |
| 5      | Toivo Tikkanen     | FIN  | 40    |
| 6      | Fredric Landelius  | SWE  | 39    |
| 7      | Lawrence Nuesslein | USA  | 38    |
| 8      | Oscar Swahn        | SWE  | 37    |

### Enkel shot op lopend hert, team
| rang   | sporters                                                                     | land | score          | team score |
| ------ | ---------------------------------------------------------------------------- | ---- | -------------- | ---------- |
| Goud   | Harald Natvig Otto Olsen Ole Lilloe-Olsen Einar Liberg Hans Nordvik          | NOR  | 40 39 36 27    | 178        |
| Zilver | Nestori Toivonen Yrjö Kolho Magnus Wegelius Toivo Tikkanen Kalle Lappalainen | FIN  | 36 34 33 30 26 | 159        |
| Brons  | Thomas Brown Lawrence Nuesslein Lloyd Spooner Carl Osburn Willis Lee         | USA  | 36 34 28 24    | 158        |
| 4      | Alfred Swahn Per Kinde Bengt Lagercrantz Oscar Swahn Karl Larsson            | SWE  | 34 32 28 27    | 153        |

### Dubbel shot op lopend hert, individueel
| rang   | sporter             | land | score |
| ------ | ------------------- | ---- | ----- |
| Goud   | Ole Lilloe-Olsen    | NOR  | 82    |
| Zilver | Fredric Landelius   | SWE  | 77    |
| Brons  | Einar Liberg        | NOR  | 71    |
| 4-8    | details niet bekend |      |       |

### Dubbel shot op lopend hert, team
| rang   | sporters                                                                      | land | score          | team score |
| ------ | ----------------------------------------------------------------------------- | ---- | -------------- | ---------- |
| Goud   | Ole Lilloe-Olsen Thorsten Johansen Harald Natvig Hans Nordvik Einar Liberg    | NOR  | 77 74 68 62 62 | 343        |
| Zilver | Fredric Landelius Alfred Swahn Oscar Swahn Bengt Lagercrantz Edvard Benedicks | SWE  | 70 69 68 65 64 | 336        |
| Brons  | Toivo Tikkanen Magnus Wegelius Nestori Toivonen Yrjö Kolho Vilho Vauhkonen    | FIN  | 69 64 57 54 41 | 285        |
| 4      | Lloyd Spooner Willis Lee Lawrence Nuesslein Carl Osburn Thomas Brown          | USA  | 66 58 56 52 50 | 282        |

### Kleiduiven individueel
| rang   | sporter                | land | score |
| ------ | ---------------------- | ---- | ----- |
| Goud   | Mark Arie              | USA  | 95    |
| Zilver | Frank Troeh            | USA  | 93    |
| Brons  | Frank Wright           | USA  | 87    |
| 4      | Frederick Plum         | USA  | 87    |
| 5      | Horace Bonser          | USA  | 87    |
| 6      | James Montgomery       | CAN  | 86    |
| 7      | Johannes Nordahl-Lunde | NOR  | 85    |
| 7      | Henri Quersin          | BEL  | 85    |

### Kleiduiven team
| rang   | sporters | land | score          | team score |
| ------ | --- | ---- | -------------- | ---------- |
| Goud   | Mark Arie Frank Troeh Horace Bonser Forest McNeir Frank Wright Jay Clark                                          | USA  | 94 93 89 84    | 547        |
| Zilver | Albert Bosquet Joseph Cogels Emile Dupont Henri Quersin Louis van Tilt Edouard Fesinger                           | BEL  |                | 503        |
| Brons  | Erik Lundqvist Per Kinde Fredric Landelius Alfred Swahn Karl Richter Erik Sökjer-Petersén                         | SWE  | 90 86 83 82 73 | 500        |
| 4      | Harold Humby William Grosvenor Walter Ellicot George Whitaker Ernest Pocock Charles Palmer                        | GBR  |                | 488        |
| 5      | George Beattie Samuel Vance William Hamilton James Montgomery James Oliver William Mc Laren                       | CAN  |                | 472        |
| 6      | Reindert de Favauge Gerard van der Vliet Pieter Waller Emile Jurgens Frits Jurgens Eduardus van Voorst tot Voorst | NED  |                | 222        |
| 7      | André Fleury Marcel Lafitte Henri de Castex Augustin Berjat René Texier Jan de Lareinty-Tholozau                  | FRA  |                | 210        |
| 7      | Oluf Wesmann-Kjaer Johannes Nordahl-Lunde Harald Natvig Thorsten Johansen Hans Nordvik Ole Lilloe-Olsen           | NOR  |                | 210        |

## Medaillespiegel
| rang   | land             | goud | zilver | brons | totaal |
| ------ | ---------------- | ---- | ------ | ----- | ------ |
| 1      | Verenigde Staten | 13   | 4      | 6     | 23     |
| 2      | Noorwegen        | 5    | 2      | 4     | 11     |
| 3      | Zweden           | 1    | 6      | 3     | 10     |
| 4      | Denemarken       | 1    | 2      | 0     | 3      |
| 5      | Brazilië         | 1    | 1      | 1     | 3      |
| 6      | Frankrijk        | 0    | 2      | 0     | 2      |
| 7      | Finland          | 0    | 1      | 2     | 3      |
| 8      | België           | 0    | 1      | 0     | 1      |
| 8      | Griekenland      | 0    | 1      | 0     | 1      |
| 8      | Zuid-Afrika      | 0    | 1      | 0     | 1      |
| 11     | Zwitserland      | 0    | 0      | 5     | 5      |
| Totaal | Totaal           | 21   | 21     | 21    | 63     |